# 松之大廊下
松之大廊下（まつのおおろうか）は、江戸城内にあった大廊下のひとつ。本丸御殿の大広間から将軍との対面所である白書院に至る全長約50m、幅4mほどの畳敷の廊下。廊下に沿った襖に松と千鳥の絵が描かれていたことから松之大廊下と称された。ただし、「江戸御城内御住居之図」の当該部分には「松ノ御廊下」と記され、「マツノヲンロウカ」と読み仮名が振られる（ライデン大学図書館蔵、『長崎出島からの旅　ヨーロッパに眠る日本の宝　シーボルト・コレクション』（シーボルト・カウンシル編、1990年）140頁に写真所収）。
元禄14年3月14日(1701年4月21日）午前10時頃、赤穂藩主で勅使饗応役であった浅野長矩がこの廊下で高家肝煎の吉良義央に斬りつけた事件で有名である（『松之廊下刃傷事件』）。他にも松の廊下では、享保10年（1725年）に毛利師就が乱心した水野忠恒に刃傷を受けている 。
現在、皇居東御苑内の松之大廊下があった場所には所在を示す碑が建てられている。ちなみに『忠臣蔵』関連の時代劇では襖絵に巨大な松が描かれている作品があるが、実際の襖絵は松並木が続いたものであり、史実に反する。

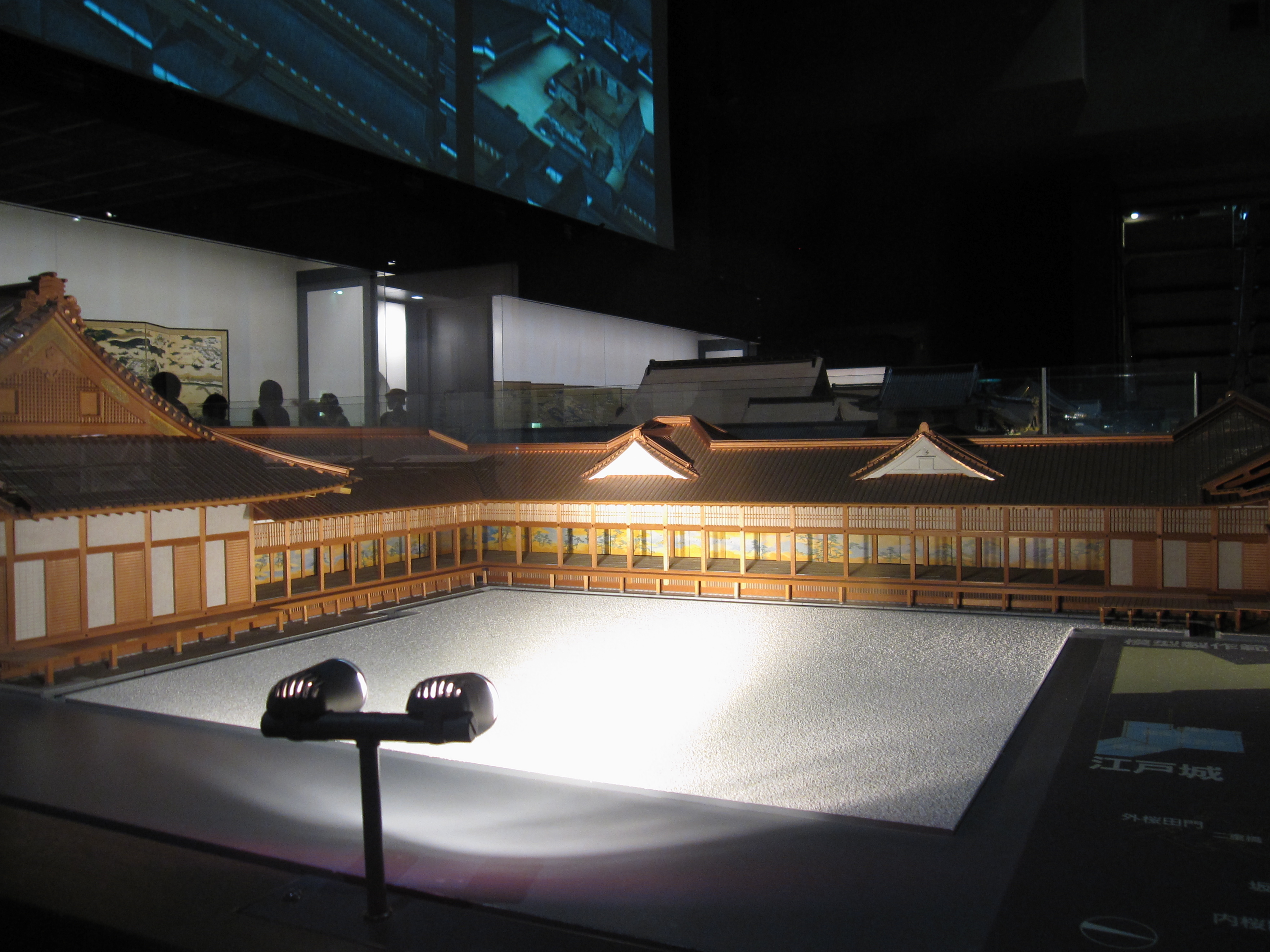
松之大廊下模型
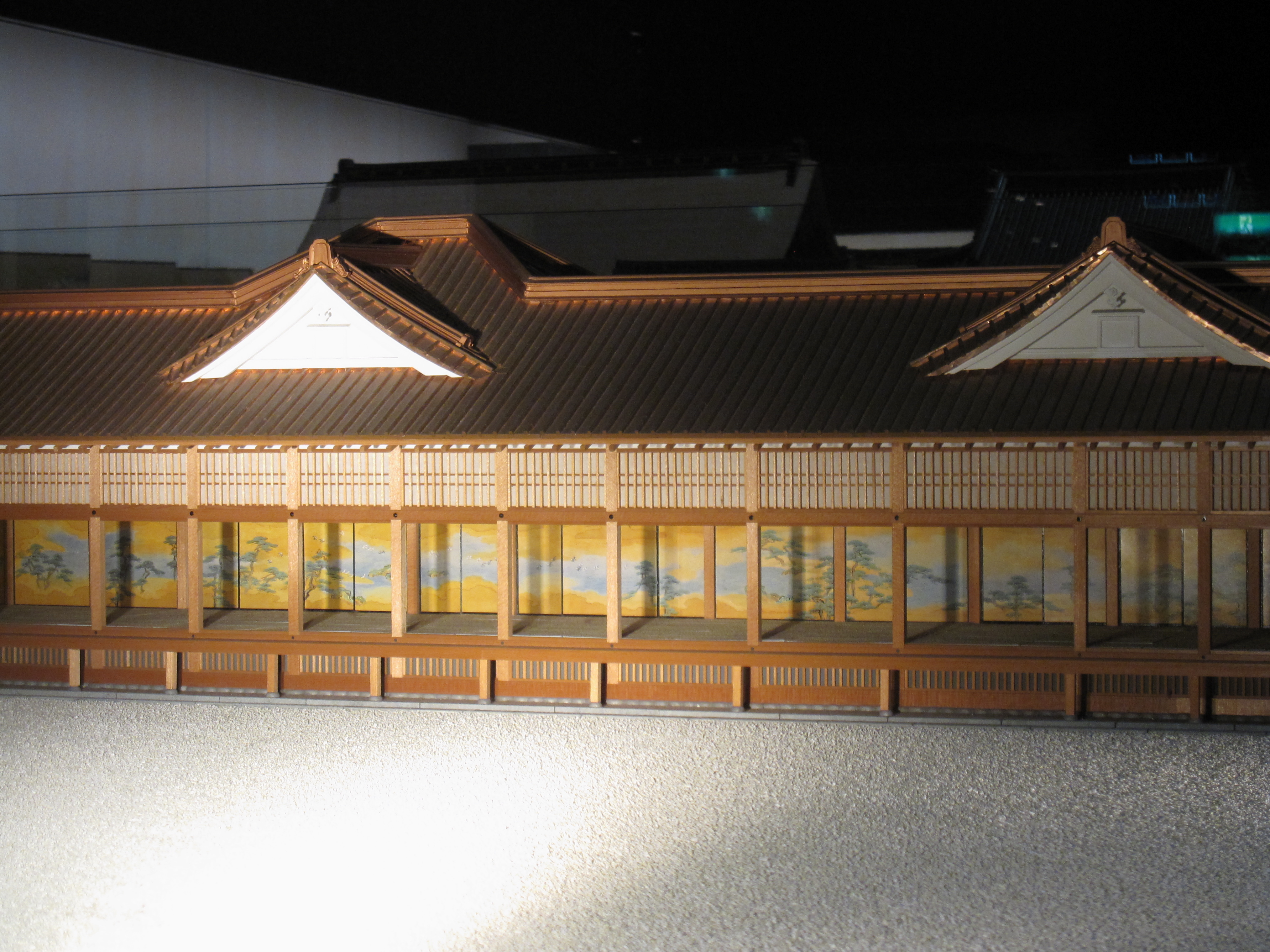
松之大廊下模型（拡大）
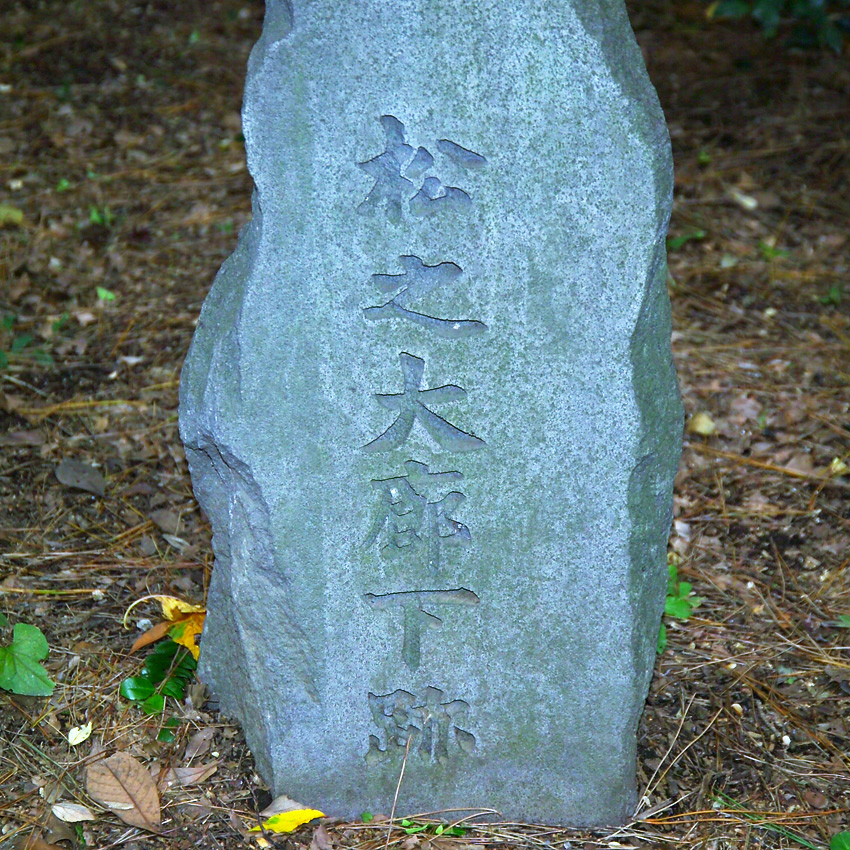
江戸城本丸跡（東京）